# CGA5P
Carl Gustaf Automatkarbin 5 Polis, kort CGA5P  är en polisvariant av militärens automatkarbin 5 David, vilken i sig är en vidareutveckling av den belgiska automatkarbinen FN FNC. Försöksmodellen CGA5C2 är förlagan till det som kom att bli CGA5P. Det dyra Hensoldtsiktet (x 1,5 ) var något som valdes bort när man slutligen kom fram till CGA5P. Den är något lättare, kortare och till färgen svart. Man blev tvungen att tillverka ett nytt underbeslag så att det gick att fästa en stoppskruv för omställaren. Det gjorde att den var spärrad för att endast skjuta enkelskott under fredstid. Den användes den av Särskilda beredskapspolisen och har tidvis även förekommit hos Piketen, Nationella insatsstyrkan, men även hos de Regionala Insatsgrupperna runt om i landet. 
CGA5P skrotades bort efter att man lagt ner Särskilda Beredskapspolisen 2012.
DATA
- Kaliber – 5,56 mm (sk ptr 5 stkprj), utgångshastighet 775 m/s
- Vikt – 3,5 kg (utan magasin), cirka 4,1 kg (fullt magasin med 30 patroner)
- Längd – 820 mm (utfällt axelstöd), 560 mm (infällt axelstöd)
- Mekanisk eldhastighet – 650 skott/min